# Canton de Pinols
Le canton de Pinols est une ancienne division administrative française, située dans le département de la Haute-Loire en région Auvergne.

## Composition
Le canton de Pinols groupait neuf communes :
| Nom                    | Code Insee | Intercommunalité            | Population (dernière pop. légale) |
| ---------------------- | ---------- | --------------------------- | --------------------------------- |
| Pinols (chef-lieu)     | 43151      | CC des Rives du Haut Allier | 208 (2014)                        |
| La Besseyre-Saint-Mary | 43029      | CC des Rives du Haut Allier | 117 (2014)                        |
| Auvers                 | 43015      | CC des Rives du Haut Allier | 60 (2014)                         |
| Chastel                | 43065      | CC des Rives du Haut Allier | 133 (2014)                        |
| Chazelles              | 43068      | CC des Rives du Haut Allier | 42 (2014)                         |
| Cronce                 | 43082      | CC des Rives du Haut Allier | 88 (2014)                         |
| Desges                 | 43085      | CC des Rives du Haut Allier | 60 (2014)                         |
| Ferrussac              | 43094      | CC des Rives du Haut Allier | 82 (2014)                         |
| Tailhac                | 43242      | CC des Rives du Haut Allier | 74 (2014)                         |

## Histoire
Le canton a été supprimé en mars 2015 à la suite du redécoupage des cantons du département. Les neuf communes sont alors réparties entre deux nouveaux cantons :
- le canton de Gorges de l'Allier-Gévaudan : Auvers, La Besseyre-Saint-Mary, Chazelles, Desges, Pinols et Tailhac ;
- le canton du Pays de Lafayette : Chastel, Cronce et Ferrussac.

## Représentation

### Conseillers généraux de 1833 à 2015
| Période               | Identité                                         | Parti                | Qualité |
| --------------------- | ------------------------------------------------ | -------------------- | --- |
| 1833-1835 (décès)     | Antoine Servant                                  |                      | Notaire à Langeac |
| 1835-1870 (décès)     | Louis-Victor de Romeuf de la Valette (1808-1870) | Monarchiste          | Inspecteur des Finances Premier Président de la Cour Impériale de Pau (Basses-Pyrénées) Président du Conseil Général Maire de Chastel Propriétaire du château de Coudert, à Couteuges |
| 1871-1877             | Charles de Longevialle                           |                      | Propriétaire - Maire de Desges |
| 1877-1907             | Paul de Romeuf de la Valette                     | Républicain rallié   | Ancien Secrétaire Général du Lot Propriétaire à Pinols |
| 1907-1920 (démission) | Louis de Romeuf de la Valette                    | Républicain          | Docteur en droit à Coudert, commune de Couteuges |
| 1920-1940             | André Roux                                       | Rad.                 | Pharmacien - Maire de Langeac (1911-?) Député (1924-1928) |
|                       |                                                  |                      | |
| 1942-1945             | Louis-Alfred Servant (1881-1974)                 |                      | Propriétaire cultivateur, marchand de vin Conseiller d'arrondissement, maire de Pinols (1925-1965) Nommé conseiller départemental en 1942                                             |
|                       |                                                  |                      | |
| 1945-1961 (décès)     | Jean-François Tempère (1907-1961)                | DVD                  | Notaire à Pinols |
| 1961-1964             | Guy Tempère (fils du précédent)                  | DVD                  | Notaire à Pinols |
| 1964-1982             | Raymond Brustel (1908-1987)                      | DVD puis RI puis UDF | Ancien capitaine de gendarmerie, Pinols |
| 1982-2001 (décès)     | Prosper Chany                                    | UDF                  | Agriculteur Maire de La Besseyre-Saint-Mary |
| 2001-2015             | Daniel Estieu                                    | SE                   | Employé, maire de Pinols (1995-2008) |

### Conseillers d'arrondissement (de 1833 à 1940)
| Période                                  | Période | Identité                          | Étiquette | Qualité |
| ---------------------------------------- | ------- | --------------------------------- | --------- | --- |
| 1833                                     |         | Jacques Victor Pissis (1792-1876) |           | Juge de paix à Langeac                                                                                      |
|                                          |         |                                   |           | |
| 1928                                     | 1940    | Louis-Alfred Servant (1881-1974)  | Radical   | Propriétaire cultivateur, marchand de vin, maire de Pinols (1925-1965)                                      |
| 1940                                     |         |                                   |           | Les conseils d'arrondissement ont été suspendus par la loi du 12 octobre 1940 et n'ont jamais été réactivés |
| Les données manquantes sont à compléter. |         |                                   |           | |

## Démographie
| 1962  | 1968  | 1975  | 1982  | 1990  | 1999  | 2006 | 2011 | 2012 |
| ----- | ----- | ----- | ----- | ----- | ----- | ---- | ---- | ---- |
| 1 957 | 1 782 | 1 513 | 1 326 | 1 180 | 1 005 | 931  | 905  | 891  |